# ブリティッシュコロンビア州のカレッジの一覧

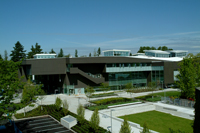
ランガラ・カレッジ

ブリティッシュコロンビア州のカレッジの一覧では、カナダのブリティッシュコロンビア州にある高等教育機関の内、大学（university）を除いたものを列挙する。学士号の学位を提供するカレッジ（college）、インスティチュート（institute）、ユニバーシティ・カレッジは次の通りである。
- ブリティッシュコロンビア工科大学（British Columbia Institute of Technology）
- ブリティッシュコロンビア司法学校（Justice Institute of British Columbia）
- ランガラ・カレッジ（Langara College）
- ニコラバレー工科大学（w:Nicola Valley Institute of Technology）
- オカナガン・カレッジ（Okanagan College）
- スプロット＝ショー・コミュニティ・カレッジ（Sprott-Shaw Community College） - 私立

## その他の高等教育機関

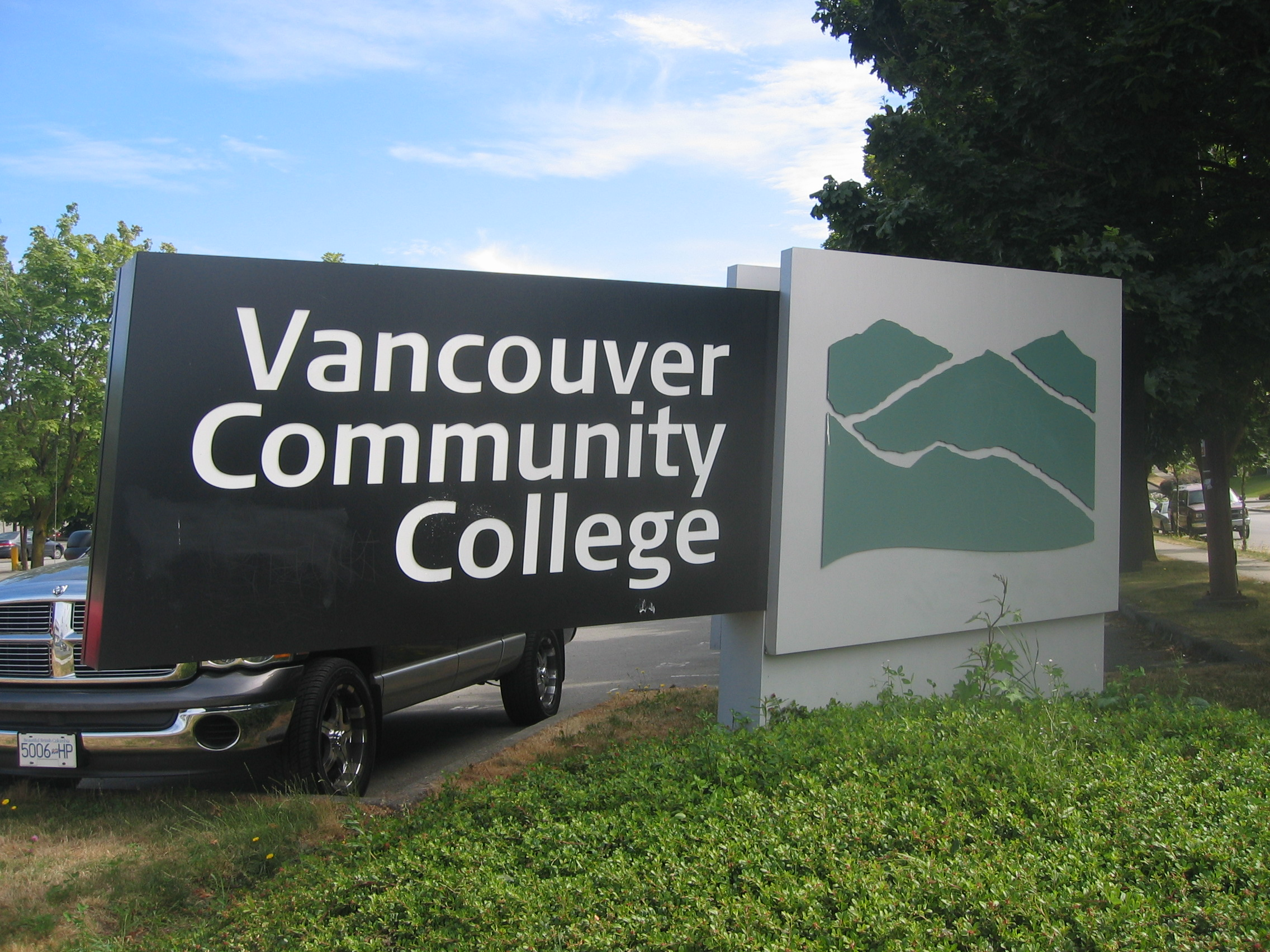
バンクーバー・コミュニティ・カレッジ

下記の機関は、公立の場合は高等教育省の認定、私立の場合は私立専門学校局の認定を受けている。
- カモーソン・カレッジ（Camosun College）
- カナディアン・カレッジ（Canadian College）- 私立
- カレッジ・オブ・ニューカレドニア（College of New Caledonia）
- カレッジ・オブ・ザ・ロッキーズ（College of the Rockies）
- コロンビア・カレッジ（Columbia College）- 私立
- コキットラム・カレッジ（Coquitlam College）- 私立
- ダグラス・カレッジ（Douglas College）
- インペリアル・ホテル・マネージメント・カレッジ（Imperial Hotel Management College）- 私立
- ネイティブ・エジュケーション・センター（Native Education Centre）- 私立
- ノーザン・ライツ・カレッジ（Northern Lights College）
- ノースウェスト・コミュニティ・カレッジ（Northwest Community College）
- セルカーク・カレッジ（Selkirk College）
- スプロット＝ショー・コミュニティ・カレッジ（Sprott-Shaw Community College） - 私立
- バンクーバー・コミュニティ・カレッジ（Vancouver Community College）